# Just Fly Away
"Just Fly Away" (en español Sólo Vuela Lejos) es una canción de la cantante, actriz y compositora americana Raven-Symoné, grabada para su tercer álbum de estudio This Is My Time.
La canción habla acerca de la amistad. Fue escrita por Raven-Symoné, Haskel Jackson y Ray Cham, y producida por este último.

## Créditos y personal
- Compositores: Raven-Symoné, Haskel Jackson, Ray Cham.[4]
- Productor: Ray "Sol Survivor" Cham.[4]
- Producción vocal: Ray "Sol Survivor" Cham, Anson Dawkins.[4]
- Mezcla: Tony Shepperd.[4]